# Бурбонский кодекс

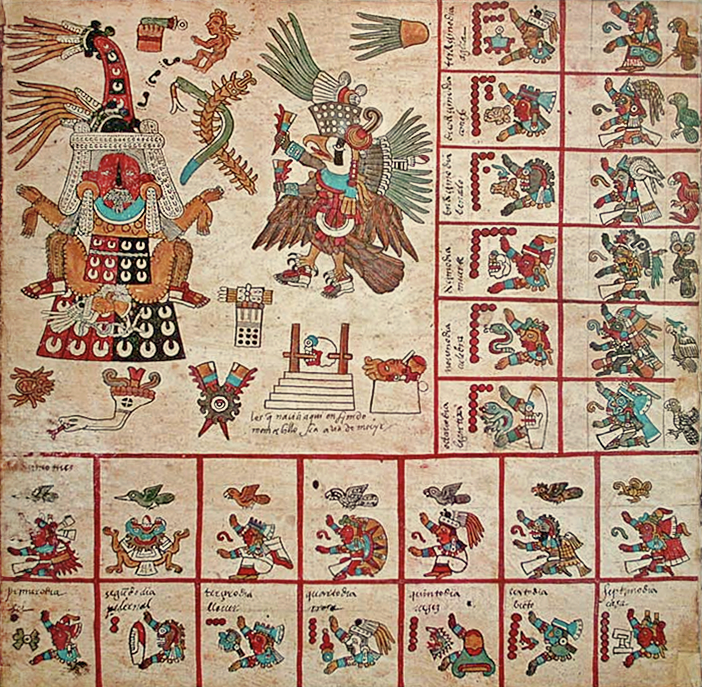
Страница 11 Бурбонского кодекса. Посвящена 13 тресену священного календаря. В левом верхнем углу — богиня Тласолтеотль. Дни цикла изображены внизу страницы и колонкой справа

Бурбо́нский ко́декс (лат. Codex Borbonicus) — ацтекский кодекс ритуально-календарного содержания. Создан незадолго до или сразу после конкисты. Хранится в Париже, название получил от имени Бурбонского дворца, где хранится в Библиотеке Национальной Ассамблеи.
Представляет собой цельный лист аматля 14,2 м длиной, сложенный «гармошкой». Изначально было 40 «страниц» форматом 30 × 40 см, но первые и последние пары страниц утрачены. Первоначально был только пиктографическим, но позднее были добавлены пояснения на испанском языке. Эти пояснения вызвали дискуссию о времени создания кодекса.
В содержательном отношении кодекс можно подразделить на три части:
1. Первая часть — хорошо сохранившееся описание священного календаря Тональпоуалли (тоналаматль), необходимого для предсказаний. Каждая страница этой части представляет собой одну из 20 тресен (13-дневных циклов). Большое изображение показывает божество, управляющее циклом, периферия листа занята изображением признаков 13 дней тресены. Судя по тому, что первые 18 страниц кодекса истрёпаны значительно больше, чем прочие, кодекс активно использовался жрецами для составления гороскопов и предсказаний будущего. Две начальные страницы утрачены.
2. Вторая часть — описание 52-летнего цикла, связанного с 9 божествами ночи.
3. Третья часть — описание ритуалов и церемоний, которыми следовало проводить оканчивающийся 52-летний цикл и начать действо «нового огня». Две последние страницы утрачены.